# Ėlektrostal'
Ėlektrostal' (in russo Электросталь?) è una città della Russia europea centrale, situata 60 km a est di Mosca (e compresa nel suo oblast'), nella pianura della Meščëra; era compresa amministrativamente nel distretto di Noginsk.
La città venne fondata nel 1916 e fino al 1938 si chiamava Zatiš'e (Зати́шье). Fin dalla sua nascita è stato un grosso centro industriale, con complessi metallurgici, chimici e meccanici.

## Società

### Evoluzione demografica
Fonte: mojgorod.ru
- 1939: 43.000
- 1959: 97.000
- 1979: 139.300
- 1989: 152.500
- 2002: 146.294
- 2003: 146.000
- 2010: 155.196
- 2018: 158.226